# Lady Zu

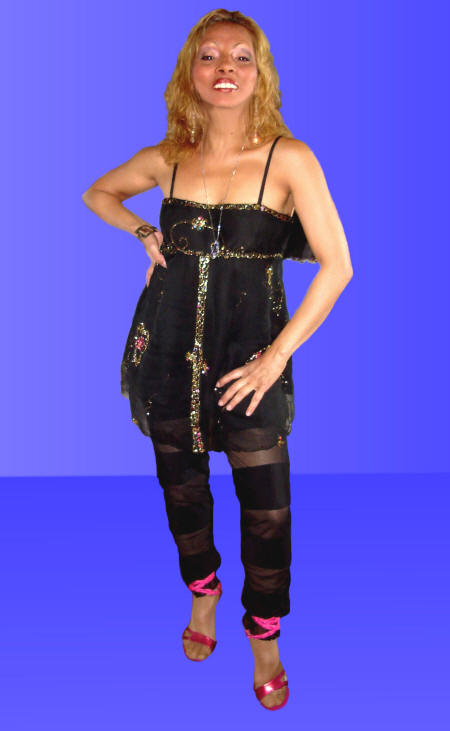

Lady Zu, nome artístico de Zuleide Santos Silva (São Paulo, 7 de maio de 1958), é uma cantora brasileira.
Surgiu no cenário musical em 1977, com o compacto simples "A Noite Vai Chegar", que vendeu 1 milhão de cópias, e entrou para a trilha da novela Sem Lenço, Sem Documento, elevando-a ao título de "Rainha das Discotecas Brasileiras". Emplacou diversos sucessos nas paradas, antes de se afastar da indústria fonográfica por uma década. Com 5 discos lançados, continua ativa com shows por todo o país.

## Biografia

### O Início
Filha de pernambucanos, Lady Zu, ou melhor, Zuleide Santos Silva, nasceu no dia 7 de maio de 1958, no bairro do Canindé, em São Paulo. Ao perceber que a pequena Zu gostava de brincar de artista, seu pai resolveu levá-la aos estúdios da TV Cultura para se apresentar no programa de talentos infantis "O Dois É Nosso". Sua primeira interpretação foi o samba "Triste Madrugada", da autoria de Jorge Costa.
Fez aulas de canto dos 10 aos 13 anos, época em que seguiu se apresentando em programas infantis do rádio e da televisão e em bailes na periferia de São Paulo. Mais tarde, ela trabalharia como bancária, escriturária e até locutora do Mercado Municipal da Lapa. Fã de Aretha Franklin e Tina Turner, fez diversos testes para crooner em casas noturnas, mas sempre era vetada por ser ainda muito jovem.
A grande chance surgiria por volta de 1975, quando Zu venceu um festival de música em sua escola. Entre os jurados estava o compositor Osmar Navarro, que lhe deu orientações sobre o meio artístico. Munida de uma fita cassete com covers de canções de Roberto Carlos e Maria Bethania, Lady Zu foi apresentada ao produtor Marcos Maynard, na época na Phonogram (hoje Universal Music). A empatia foi imediata, mas os planos de Maynard para Zu passavam ao largo da MPB: a gravadora pretendia trazer para o país a febre internacional das discotecas.

### Primeiro Disco
Seu primeiro disco, um compacto simples com a cançõa "A Noite Vai Chegar", (de Paulinho Camargo), tornou-se um hit instantâneo nas rádios e nas pistas de dança de todo o país. O sucesso foi incluído na trilha sonora da bem-sucedida novela "Sem Lenço, Sem Documento", da Rede Globo, o que, por si só, era um feito e tanto para uma cantora nova. ‘‘Tocava de Norte a Sul. Era superlegal porque todos dançavam, blacks e brancos. Isso era chiquérrimo e verdadeiro’’, relembra ela.
As milhares de cópias vendidas do compacto despertaram o interesse da gravadora Phonogram para lançar o primeiro LP da cantora o mais rápido possível. O álbum, devidamente intitulado "A Noite Vai Chegar", continha 12 canções com estilos que variavam da disco music ao funk, soul e romântico. Esse disco é considerado atualmente um dos expoentes da soul music brasileira, juntamente com trabalhos de nomes como Jorge Benjor, Tim Maia, Gérson King Combo e outros.
Capturando de forma brilhante a moda das discotecas da época, o LP foi muito mais além: os arranjos fundiram, de forma bem-sucedida, a fórmula sincopada da disco music com ritmos tipicamente nacionais, como o forró, o baião e, claro, samba. Tornaram-se grandes sucessos, além da faixa-título, "Só Você (Por Você, Com Você)" (de C. Dalto/P. Greedus) - tema da novela Te Contei? -, "Novidades" (de Peninha) e "Com Sabor" (de Nelson Motta / Dom Charles).

### A Donna Summer brasileira
O grande sucesso de Lady Zu lhe valeu o título de "A Donna Summer brasileira", dado pelo apresentador de televisão Chacrinha, em referência à cantora norte-americana que, na época, era conhecida como a Rainha das Discotecas. O epíteto sempre foi visto com bom-humor por Lady Zu: nos anos 1990, perguntada sobre o que pensou quando ouviu pela primeira vez a comparação com Donna Summer, ela afirmou "Gente, será que eu sou alta e linda desse jeito? (risos)" Em entrevista de 2006, ela explicou um pouco mais: "Eu vejo com muita espirituosidade... é gostoso... é bom saber que você é comparada a alguém tão talentoso como Donna Summer. "

### Mais um Disco
O segundo disco de Lady Zu, "Fêmea Brasileira", foi lançado em 1979 e, de imediato, alçou aos primeiros lugares a canção "Hora de União (Samba Soul)", um dueto com seu autor, Totó Mugabe. A canção foi incluída na trilha-sonora da mania nacional da época, a novela "Dancin' Days", da Rede Globo - garantindo-lhe alcance ainda maior de público.
Apesar de manter a fórmula disco music na linha de frente: "Disco Dance" (de Totó Mugabe), "Dança Louca" (de Paulinho Camargo) - tema da novela Marron Glacé -, e "Um Pra Lá, Dois Pra Cá) (de T. Mugabe), "Fêmea Brasileira" acenava com a possibilidade de uma guinada para o samba-funk ou mesmo para a MPB. Nesse disco, o clássico "Boneca de Pixe", de Ary Barroso, foi revisto numa deliciosa parceria de Lady Zu com o cantor Luís Vagner. Além disso, "A Banda", de Chico Buarque, ganhou uma inesperada versão dançante.

### Hora de União: Alma Negra
Um longo hiato em sua carreira teve início e só foi suspenso em 1988, quando Lady Zu foi convidada a participar do disco "Alma Negra", um projeto coletivo de soul lançado pela gravadora Continental. No LP, indicado para o Prêmio Sharp, estavam ainda Carlinhos Trumpete, Tony Bizarro, Luis Vagner e Tony Tornado. Lady Zu contribuiu com a bela "Junto A Mim", além de "Vou Vivendo", ambas de Frankye Arduini.

### Louco Amor
Em 1989, também pela Continental, gravou seu quarto álbum, "Louco amor". Com composições de Chico Roque, Paulo Sérgio Valle, Robson Jorge, dentre outros, a cantora resolveu deixar seu passado de "rainha das discotecas" de lado para centrar forças nas canções românticas. A produção ficou a cargo de Frankye Arduini. Uma nova versão de "Junto A Mim" ganhou repercussão nas rádios. Outros destaques são "Contrato Assinado" (que ganharia versão com Sandra de Sá) e "Foi demais", esta de sua autoria em parceria com Satch.
Oito anos mais tarde, ela foi uma das convidadas especiais do disco de estreia do cantor Carlos Navas, intitulado "Pouco Pra Mim", lançado pela gravadora Dabliú. Juntos, eles gravaram "Me Leve", de Djavan. Em 2000, Lady Zu participou do 4º disco solo de Márcia Freire (vocalista da Banda Cheiro de Amor). Sua contribuição foi no inusitado dueto "Está Chovendo Homem", versão para a saltitante "It's Raining Men" da dupla norte-americana The Weather Girls.

### Obra relançada
Em 2001, um grande revival da Disco Music invadiu a cultura mundial, o que estimulou a Universal Music (dona do catálogo da PolyGram/Philips) a finalmente lançar os dois primeiros discos de Lady Zu em CD. Convocaram Charles Gavin, baterista da banda Titãs, para, junto com Ricardo Garcia, remasterizar tanto "A Noite Vai Chegar" (1978) e "Fêmea Brasileira" (1979) diretamente dos tapes originais. O resultado são dois CDs excelentes, com sonoridade cristalina, que fazem justiça ao grande trabalho realizados por Lady Zu e o produtor Marcos Maynard mais de 20 anos antes. Além disso, os encartes dos CDs reproduzem as contracapas originais dos LPs. O relançamento dos primeiros discos de Lady Zu foi um sucesso e, em semanas, esgotaram-se nas lojas. ‘‘Sinto uma força incrível, é como se encaixasse uma peça no lugar certo’’, afirmou, na época. No mesmo ano, "A Noite Vai Chegar", a canção, foi incluída na trilha sonora do filme "A Partilha", um grande sucesso do cinema brasileira. Em 2002, a canção foi tema da personagem Débora (Rachel Ripani) na novela Pequena Travessa, do SBT.

### R&B em alta: Number One
Em 2002, Lady Zu lançou outro álbum de carreira, intitulado "Number One", pela Abril Music. No CD, ela revisita seus dois maiores hits, "A Noite Vai Chegar" e "Hora de União". Mas a hora da saudade termina aí. O novo disco revela uma Lady Zu em harmonia com as novas tendências da canção eletrônica, do rhythm and blues e do hip-hop. ‘‘Fiquei diante de 500 canções e queria encaixá-las ao gênero R&B. Foi um trabalho sem pressa, legal e elaborado.’’, disse à imprensa na época do lançamento. O disco também traz "Assim não dá" (Hannah Lima) e "Você é tudo o que eu quero para mim" (versão de Cláudio Rabello), canções que tiveram boa repercussão nas rádios e TV. Outros destaques: a regravação de "Felicidade Urgente" (Cláudio Zoli e Ronaldo Santos); "Só uma" (Kiko Zambianchi) e "Eu Vou te Provar", de sua própria autoria, em parceria com o filho Lafayeth Persaud.

### Retomada
No início de 2005, Lady Zu lançou seu sítio oficial, abrangendo toda sua carreira.
A importância de Lady Zu no cenário da música brasileira começou finalmente a ser reconhecida. No início de 2006, a gravadora Som Livre lançou a coletânea "Soul Brasil", que incluiu "Hora de União (Samba Soul)" (versão original de 1979), com o famoso dueto com Totó. Além disso, o grupo mineiro de black music Berimbrown a convidou para participar do disco "Mestres Negros da Música Brasileira", em que reverencia grandes artistas do país. A canção escolhida, é claro, foi também "Hora de União (Samba Soul)". Em 2010, ela gravou novo dueto com Carlos Navas, na faixa "Isso Não Vai Ficar Assim" (Itamar Assumpção) para o 8º CD do cantor paulistano, intitulado "Tecido".
Lady Zu emprestou sua voz à faixa "A Crazy Night At Papagaio" do CD "Papagaio's Fever", lançado em janeiro de 2011, de Che (codinome do músico e DJ Alexandre Caparroz).

## Discografia

### Álbuns
- 1978 - "A Noite Vai Chegar" - (Philips/Universal)
- 1979 - "Fêmea Brasileira" - (Philips/Universal)
- 1989 - "Louco Amor" - (Continental)
- 2002 - "Number One" - (Abril)

### Compactos
- 1977 - "A Noite Vai Chegar/Eu Prefiro Dançar"
- 1979 - "Só Você/Hora de União"
- 1979 - "Disco Dance / Valeu A Pena / Dança Louca / Boneca de Pixe"
- 1979 - "Disco Dance / Dança Louca"

### Projeto Especial
"Alma Negra" (Continental)
(com Carlinhos Trumpete/Tony Bizarro / Tony Tornado / Luís Vagner)

### Participações Especiais
"Me Leve" (dueto com Carlos Navas)

CD "Pouco Pra Mim" (Dabliú, 1997)

"Está Chovendo Homem" (dueto com Márcia Freire)

CD "Timbalayê" (Abril, 1999)

"Isso Não vai Ficar Assim" (dueto com Carlos Navas)

CD "Tecido" (Lua Music, 2010)

"A Crazy Night At Papagaio"
CD "Papagaio's Fever" do DJ Che (Alexandre Caparroz)

## Trilhas Sonoras

### Novelas
- "A Noite Vai Chegar" ......... "Sem Lenço Sem Documento" (Som Livre, 1977)
- "Só Você (Por Você, Sem Você" .......... "Te Contei" (Som Livre, 1978)
- "Esqueça-me" .......... "Roda de Fogo" (Elenco, 1978)
- "Eu Prefiro Dançar" .......... "João Brasileiro, o Bom Baiano" (Elenco, 1978)
- "Dança Louca" .......... "Marron Glacê" (Som Livre, 1979)
- "Hora de União (com Totó Mugabe) .......... "Dancin' Days" (Som Livre, 1979)
- "A Noite Vai Chegar (Versão Number One)" ......... "Pequena Travessa" (SBT, 2002)
- "A Noite Vai Chegar' ........ "Boogie Oogie" (Rede Globo, 2014)

### Filmes
- "A Noite Vai Chegar" .......... "A Partilha" (Som Livre, 2001)

### Coletâneas
- "Samba-Rock" (Série "Sem Limite") .......... (Universal, 2001)
- "Hora de União" (com Totó Mugabe) ..........  "Soul Brasil" (Som Livre, 2005)
- "A Noite Vai Chegar" ..........  "Discoteca do Chacrinha" (Universal, 2005)